# Konkakinhfnittertrast
Konkakinhfnittertrast (Ianthocincla konkakinhensis) är en hotad fågel i familjen fnittertrastar som förekommer mycket lokalt i Sydostasien. Fågeln beskrevs som ny art för vetenskapen så sent som 2001.

## Utseende och läten
Konkakinhfnittertrasten är en skygg, 22 cm lång fnittertrast. Den har svartstreckat grå panna, kastanjebruna örontäckare och kraftigt men oregelbundet bandad ovansida. Stjärten är vitspetsad med ett brett subterminalt svart band. Sången beskrivs som en fyra till sekunder lång, behaglig och trastlik serie med välartikulerade och betonade noter.

## Utbredning och systematik
Fågeln förekommer i centrala Vietnam i bergsområdet Kon Ka Kinh. Dock har den nyligen även påträffats i närliggande sydöstra Laos. Den behandlas som monotypisk, det vill säga att den inte delas in i några underarter.

### Släktestillhörighet
Rosthakad fnittertrast placeras traditionellt i det stora fnittertrastsläktet Garrulax, men tongivande Clements et al lyfter ut den och ett antal andra arter till släktet Ianthocincla efter DNA-studier. Senare studier bekräftar att Garrulax består av flera, äldre klader, varför denna linje följs här.

## Status
Konkakinhfnittertrast har ett begränsat utbredningsområde. Även om den upptäcktes så sent som på 1990-talet har den sedermera hittats på en rad lokaler i både Laos och Vietnam. Arten tros minska i antal till följd av avskogning och fångst för vidare försäljning inom burfågelhandeln, men relativt långsamt och den är fortfarande lokalt vanlig på många ställen. Med tanke på hoten och dess begränsade utbredning kategoriserar dock IUCN arten som nära hotad.